# ポタモトリゴン・モトロ
ポタモトリゴン・モトロ Potamotrygon motoro （英: Ocellate river stingray; South American freshwater stingray）は、トビエイ目ポタモトリゴン科に属する淡水エイの一種。日本ではオレンジスポットタンスイエイの名称があり、主に観賞目的で飼育される。

## 分布・形態・生態
最大で体盤長50cm、体重15kgに達する。体盤は円形。背面の体色は濃灰色や褐色などがあり、濃色の縁があるオレンジの小斑が点在する。ブラジル、パラグアイ、アルゼンチンなど南米大陸の淡水域にのみ分布する。胎生だと考えられており、3年目、体盤長30-35cmで性的に成熟する。産子数は常に奇数で、3-21尾。産まれた直後はプランクトンを食べるが、その後小さな軟体動物や甲殻類、昆虫の幼虫などを捕食するようになる。

## 人間との関わり
アマゾン川などに生息する。現地では食用にするが、日本などでは観賞用に飼育される。体色などのバリエーションがあることが人気の要因の一つである。熱帯魚として流通する場合、ブラジルからの空輸で世界各国に輸送される。肉食性で主に魚類を餌としており、飼育下ではイトミミズや小魚などが与えられる。尾部に毒針をもち、刺されるとひどく痛む。